# 1-Brom-3-chlorpropan
1-Brom-3-chlorpropan ist eine chemische Verbindung aus der Gruppe der aliphatischen, gesättigten Halogenkohlenwasserstoffe.

## Gewinnung und Darstellung
1-Brom-3-chlorpropan kann durch radikalische Addition von Bromwasserstoff an Allylchlorid gewonnen werden.

## Eigenschaften
1-Brom-3-chlorpropan ist eine brennbare, schwer entzündbare, farblose Flüssigkeit mit charakteristischem Geruch, die schwer löslich in Wasser ist.

## Verwendung
1-Brom-3-chlorpropan wird zur Herstellung industrieller und pharmazeutischer Stoffe wie zum Beispiel Gemfibrozil und Reproterol verwendet. Es wird auch als Phasentrennungsreagenz für die Isolierung von Ribonukleinsäure (RNA) in hoher Qualität verwendet.